# ريتشارد س. ميلر
ريتشارد س. ميلر (بالإنجليزية: Richard C. Miller)‏ هو مصور أمريكي، ولد في 6 أغسطس 1912 في هانفورد في الولايات المتحدة، وتوفي في 15 أكتوبر 2010 في قرية رينبك في الولايات المتحدة بسبب ذات الرئة.